# Gauss Beach
Der Gauss Beach ist ein Strand auf Heard im südlichen Indischen Ozean. Er liegt nördlich des Mangoro Head am Ufer der West Bay.
Namensgeber für den Strand ist die Gauß, das Forschungsschiff der Gauß-Expedition (1901–1903) unter der Leitung des deutschen Polarforschers Erich von Drygalski, das Heard im Februar 1902 anlief.